# 辋川镇 (蓝田县)
辋川镇，是中华人民共和国陕西省西安市蓝田县下辖的一个乡镇级行政单位。

## 历史沿革
1961年析设辋川公社，1984年改乡，2011年废乡设镇。
2015年，陕西省民政厅批复同意撤销玉川镇，并入辋川镇。

## 行政区划
辋川镇下辖以下地区：
玉川街村、冷水沟村、核桃沟村、印沟村、两河桥村、两河街村、天井村、南北沟村、董家岩村、渗金庙村、三合村、马池村、红门寺村、二仙桥村、大坪村、七安子村、甘家坪村、太公庙村、板厂村、三台山村、小沟口村、龙王庙村、狮子沟村、白岩沟村、官上村、闫家村、河口村、安家山村、苜蓿沟村、山底村、白家坪村、斗沟村、西杆庙村、锡水村、东杆沟村、双龙村和六郎关村。